# Beata Dzianowicz
Beata Dzianowicz (ur. 11 maja 1969 w Katowicach) – polska scenarzystka oraz reżyserka.
W 1996 ukończyła studia reżyserskie na Wydziale Radia i Telewizji Uniwersytetu Śląskiego w Katowicach. 
Pracuje na Wydziale Radia i Telewizji im. K. Kieślowskiego Uniwersytetu Śląskiego w Katowicach.

## Reżyseria
- Cela z widokiem (1996), również scenariusz
- Marzenia i śmierć (1998), również scenariusz i montaż
- Sztuka dyrygowania (2000), również scenariusz
- Latawce (2007), również montaż
- Odnajdę cię (2018), również scenariusz
- Strzępy (2022), również scenariusz[1]

## Filmografia
- Hi Way (2006)